# З'дежеле
Стадіон «З'дежеле» (словен. Stadion Z'dežele, старі назви «Арена Петрол» та «Шпортні парк під Головцем») — футбольний стадіон у місті Целє, домашній стадіон футбольного клубу «Целє» та, між 2004 та 2008 роками, збірної Словенії з футболу, яка грала там усі важливі внутрішні міжнародні матчі.

## Історія
Будівництво арени почалося 1999 року. Коли він відкрився в 2003 році, то мав єдину трибуну на 3600 місць. Протягом наступних двох років було модернізовано ще дві трибуни, що дозволило збільшити місткість до 10 085 місць, а після того як була відкрита остання трибуна, стадіон став вміщувати 13,059 глядачів
У 2010 році стадіон приймав Словенський Євхаристійний конгрес, який відвідали 32 000 людей.
На початку 2021 року «З'дежеле» стала одним з восьми стадіонів, який прийняв матчі молодіжного чемпіонату Європи 2021 року. На арені пройшли 3 матчі групового етапу.

## Матчі збірної
| Дата              | Турнір                    | Суперник          | Рахунок | Глядачів |
| ----------------- | ------------------------- | ----------------- | ------- | -------- |
| 31 квітня 2004    | Товариський матч          | Латвія            | 0:1     | 2 300    |
| 4 вересня 2004    | Кваліфікація до ЧС-2006   | Молдова           | 3:0     | 4 000    |
| 9 жовтня 2004     | Кваліфікація до ЧС-2006   | Італія            | 1:0     | 9 250    |
| 9 лютого 2005     | Товариський матч          | Чехія             | 0:3     | 4000     |
| 26 квітня 2005    | Товариський матч          | Німеччина         | 0:1     | 9 200-   |
| 30 квітня 2005    | Кваліфікація до ЧС-2006   | Білорусь<         | 1:1     | 8000     |
| 3 вересня 2005    | Кваліфікація до ЧС-2006   | Норвегія          | 2:3     | 10 055   |
| 12 жовтня 2005    | Кваліфікація до ЧС-2006   | Шотландія         | 0:3     | 9 000    |
| 31 травня 2006    | Товариський матч          | Тринідад і Тобаго | 3:1     | 2 500    |
| 15 серпня 2006    | Товариський матч          | Ізраїль           | 1: 1    | 3 000    |
| 7 жовтня 2006     | Кваліфікація на Євро-2008 | Люксембург        | 2:0     | 3 000    |
| 28 квітня 2007    | Кваліфікація на Євро-2008 | Нідерланди        | 0:1     | 9 520    |
| 2 червня 2007     | Кваліфікація на Євро-2008 | Румунія           | 1:2     | 8 000    |
| 12 вересня 2007   | Кваліфікація на Євро-2008 | Білорусь          | 1:0     | 4 000    |
| 13 жовтня 2007    | Кваліфікація на Євро-2008 | Албанія           | 0:0     | 4 000    |
| 21 листопада 2007 | Кваліфікація на Євро-2008 | Болгарія          | 0:2     | 3 600    |
| 19 листопада 2013 | Товариський матч          | Канада            | 1:0     | 2500     |